# الاتحاد الدولي للنقل البري
الاتحاد الدولي للنقل البري (IRU) هو منظمةٌ دولية عالمية مستقلة، تأسست عام 1948، تُعنى بكل ما ينقل الناس والبضائع برًا، وتمثل مُلّاك الشاحنات والحافلات والمركبات وسيارات الأجرة. وله دوره في تيسير التجارة، ويعمل مع رجال الأعمال والحكومات والأمم المتحدة والمنظمات الدولية. وتشمل أعماله أكثر من 100 دولة في أفريقيا وأوروبا والأمريكتين، وآسيا والمحيط الهادئ، والشرق الأوسط، وأوراسيا وروسيا، وله مكاتب في جنيف وبروكسل وموسكو وإسطنبول. ويهدف إلى سن التشريعات التي تحكم النقل البري، لضمان التشغيل المتبادل، وتجنب الازدواجية والالتباس الذي قد يؤدي إلى زيادة التكاليف والتأخير، وانتهاكات القوانين، وتكبّد الغرامات.

## التأسيس ومراحل التطور
تأسس الاتحاد الدولي للنقل البري في جنيف عام 1948، وعقد اتفاقه الأول عام 1949 بعد الحرب العالمية الثانية، وطُبق نظام النقل الجمركي العالمي لنقل البضائع عبر الحدود الدولية، والذي وضعته الأمم المتحدة تحت إشراف اللجنة الاقتصادية لأوروبا، ويُعد إحدى أنجح اتفاقيات النقل الدولي، وجمعت الاتفاقية ثماني دول أوروبية. وتحولت بعد ذلك من اتفاقية محلية حكومية إلى اتفاقية عالمية. في عام 1959 وُقعت اتفاقية النقل الدولي للبضائع عن طريق البر، ونُفذت عام 1960، وفي عام 1975 نُقحت الاتفاقية الأولى لتأخذ في الحسبان التقدم التكنولوجي والتقني، وفي الثمانينات جرى اختيار بروكسل مقرًا للاتحاد، وفي عام 1996 اعتُمد ميثاق التنمية المستدامة، وفي عام 2000 توسع الاتحاد وانضمت إليه دولٌ جديدة، وأصبح النقل البري رقميًا ومتصلًا بالتكنولوجيا.

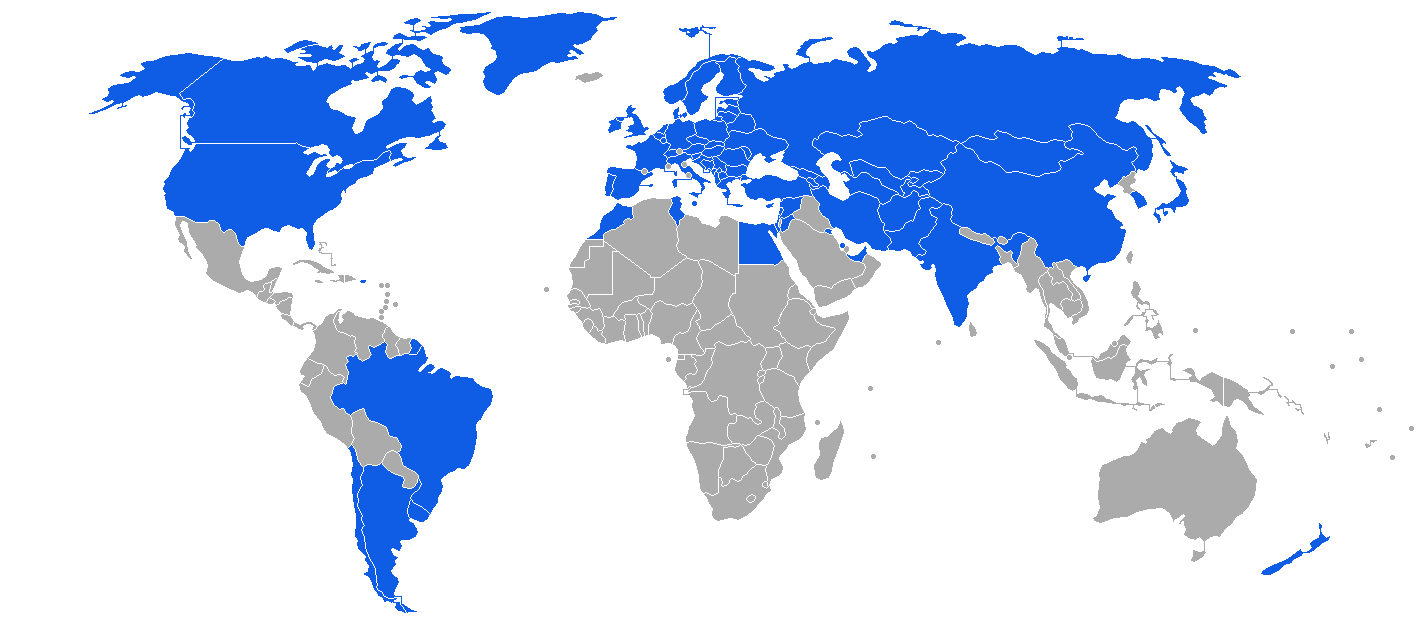
أعضاء الاتحاد الدولي للنقل البري

## أعضاؤه
يتكون من:
- الأعضاء الفاعلين وهم جمعيات نقل الطرق الوطنية.
- الأعضاء المنتسبين ويمثلون الصناعات المرتبطة بالنقل، كمصنعي المركبات والمحروقات والإطارات وأنظمة المعلومات.[7]

## أنشطته وأدواره
- تقديم البيانات والمعلومات التي تساعد مشغلي النقل على وضع سياسات تساهم في تطويره وتحسينه.
- تتبع الأنشطة والتشريعات والسياسات المؤثرة على قطاع النقل البري.
- التفكير استراتيجيًا في التحديات العالمية التي تؤثر على النقل البري.
- تأسيس أكاديمية الاتحاد الدولي للنقل الطرقي لتعزيز المهنية والكفاءة.
- تطوير أوجه التعاون مع كل من يفتح قنوات الحوار مع منظمات النقل البري المختلفة، وعقد الشراكات مع الأطراف والقطاعات المعنية، وبين القطاعين العام والخاص.
- تحفيز الأفكار من خلال عقد المؤتمرات الدولية، والدورات التكوينية، وتنظيم ورشات العمل التقنية، وعقد منتديات النقاش ذات المواضيع المتخصّصة بالنقل.[2][1]

## اتفاقية النقل البري الدولي
تسهل الاتفاقية حركة نقل البضائع في التجارة الدولية، وتتكفل بتوفير متطلبات الأمن الجمركي والضمانات لصالح بلدان المرور العابر، وتعمل الاتفاقية على نقل البضائع على الطرق دوليًا من مكتب جمركي في بداية الرحلة إلى مكتب آخر في نهايتها عبر أي عدد من الدول بدون أي اجراءات جمركية حدودية لمراجعة البضائع المنقولة، ويتطلب الأمر استخدام أختام جمركية مؤمنة، وتحديد مواصفات الحاوية أو الصندوق الناقل للبضاعة لتجنب حدوث أي عملية تهريب.